# LGCソフト
LGCソフト（エルジーシーソフト）は、2002年（平成14年）に近畿中国四国農業研究センターで育成されたイネ（稲）の品種。旧系統名は「中国173号」。「ニホンマサリ」の低アミロース突然変異系統である「NM391」を母、低グルテリン米である「エルジーシー1」を父とする交配によって育成された。低グルテリン性と低アミロース性の特徴を併せ持っている。
熟期は「コシヒカリ」並みで、収量はやや少収。玄米は通常白濁する。グルテリン含有率は「エルジーシー1」並だが、アミロース含有率が5〜7%と低いため粘りが強く、食味は明らかに良い。そのため、「エルジーシー1」と混米して好みの粘りで喫食することもできる。